# Le Manoir hanté (film, 2023)
Vous pouvez aider à l'améliorer ou bien discuter des problèmes sur sa page de discussion.
- Il peut contenir un travail inédit ou des déclarations non vérifiées. Vous pouvez l’améliorer en ajoutant des références. (Marqué depuis avril 2025)

Vous pouvez aider à l'améliorer ou bien discuter des problèmes sur sa page de discussion.
- Il ne cite pas suffisamment ses sources. Vous pouvez indiquer les passages à sourcer avec {{référence nécessaire}} ou {{Référence souhaitée}}, et inclure les références utiles en les liant aux notes de bas de page. (Marqué depuis avril 2025)

- Archive Wikiwix
- Bing
- Cairn
- DuckDuckGo
- E. Universalis
- Gallica
- Google
- G. Books
- G. News
- G. Scholar
- Persée
- Qwant
- (zh) Baidu
- (ru) Yandex
- (wd) trouver des œuvres sur Wikidata

Ne doit pas être confondu avec Le Manoir hanté.
Pour l'attraction des parcs Disney, voir The Haunted Mansion.
Pour plus de détails, voir Fiche technique et Distribution.
Le Manoir hanté, ou Manoir hanté au Québec, (Haunted Mansion) est un film américain réalisé par Justin Simien et sorti en  2023.
Le film suit Gabbie, une mère célibataire, qui décide de démarrer une nouvelle vie à La Nouvelle-Orléans avec son fils de neuf ans, Travis. Elle trouve un manoir au prix étrangement abordable, néanmoins, de nombreux phénomènes étranges s'y produisent. Gabbie fait alors appel à Kent, un prêtre. Ce dernier décide de réunir une équipe composée de Ben Matthias, un expert en paranormal ; Bruce, un professeur d'histoire ; et Harriet, une médium du Vieux carré français.
Il s'agit d'une adaptation de l'attraction The Haunted Mansion présente dans plusieurs parcs Disney. C'est la seconde adaptation de l'attraction au cinéma après le film Le Manoir hanté et les 999 Fantômes, sorti en 2003.

## Synopsis
Ben Matthias, un astrophysicien qui développe un appareil photo pour détecter la matière noire habitant a La Nouvelle Orléans, rencontre et épouse Alyssa, une guide touristique qui fait découvrir aux touristes de passage les endroits réputés hantés de la ville et est fasciné par sa croyance pour le surnaturel. Après la mort d'Alyssa dans un accident de voiture, Ben abandonne sa carrière et reprend le flambeau de sa défunte épouse.
Quelques années plus tard, Gabbie, une mère célibataire et son fils Travis déménagent à Gracey Manor, un somptueux manoir de style néo-classique antebellum abandonné pour en faire une maison d’hôtes, pour finalement découvrir qu'il est hanté par des fantômes. Ben reçoit la visite du Père Kent, un prêtre catholique et exorciste qui l'engage pour photographier les fantômes sous la demande de Gabbie.
Ben pénètre dans le manoir pour examiner toutes les pièces avec son appareil sans trouver une trace de fantômes mais quand il est rentré chez lui, Ben finit par comprendre qu’il est hanté par l’esprit d'un capitaine de navire qui l'oblige à revenir au manoir où Gabbie, Travis et Kent sont également victimes car en mettant un pied dans la maison, ils se retrouvent hantés par un esprit qui les a forcés à retourner dans les lieux dont ils sont par conséquent devenus prisonniers.
Ben et Kent recrutent Harriet, une médium du Vieux carré français persuadée de la véracité de ses pouvoirs psychiques, mais néanmoins doutant de ses compétences, et volent les plans du manoir a l'historien des vieilles demeures de la ville, le professeur Bruce Davis. Le groupe trouve une salle de spiritisme cachée derrière un passage secret et parvient à contacter le fantôme de Maître Gracey, qui laisse un message leur indiquant de parler à la légendaire médium Mme Léota. En essayant de le faire, une entité mystérieuse oblige Harriet à quitter la maison. Bruce arrive peu de temps après et est hanté a son tour.
Le groupe est donc obligé de rester dans le manoir où ils procèdent à la recherche de l'extralucide Mme Léota. Ben monte au grenier où il rencontre le fantôme d'une mariée qui est en réalité une tueuse en série et trouve un coffre fermé. En examinant le contenu, ils trouvent une boule de cristal qui abrite Mme Léota.
Mme Leota révèle qu'au début du XIXeme siècle, William Gracey, un aristocrate de la Nouvelle Orléans, a acheté le manoir et a recruté Mme Léota pour essayer de contacter l'esprit de sa défunte épouse, emportée par la fièvre jaune, tous les soirs pendant une année complète, libérant des centaines de fantômes de tous les pays et de toutes les époques dans le manoir avant qu'une entité maléfique ne trompe Maître Gracey pour le pousser a se suicider et n'emprisonne Mme Léota à l'intérieur de sa propre boule de cristal. Harriet tente de réaliser une projection astrale pour obtenir plus de réponses, mais finit par envoyer Ben hors de son corps, qui rencontre Maître Gracey et l'entité maléfique, le fantôme a la boîte à chapeau.
Le lendemain matin, Bruce emmène Ben à la recherche d'un dessinateur pour dessiner le portrait du fantôme a la boîte a chapeau et ils découvrent son identité. C'est Alistair Crump, un riche héritier qui a sauvagement assassiné tous ses camarades de la haute société par vengeance avant de mourir décapité par ses domestiques mutins. Crump procède à la fermeture de toutes les issues du manoir, mais Ben, Kent et Travis parviennent à s'échapper. Ils se rendent a Crump Manor, un splendide manoir de style néo-gothique, qui est devenu a la fois une attraction touristique et une maison d'hôtes. Ils apprennent du capitaine de navire (qui les a suivis) que Crump a besoin de quelqu'un qui renonce volontairement a sa vie et devienne donc le millième fantôme de Gracey Manor pour être libéré du manoir. Travis trouve le chapeau de Crump, qu'ils peuvent utiliser dans le cadre d'un rituel pour bannir Crump dans les limbes.
Les trois retournent a Gracey Manor où Ben et Kent (qui lui révèle entre-temps qu’il n’est pas un vrai prêtre mais un escroc) sauvent Gabbie, Harriet et Bruce, mais Crump brûle le chapeau et prévoit d'utiliser la douleur de Travis, qui a perdu son père récemment pour qu'il soit de son côté. Ben trouve Travis et parvient à le convaincre de tourner la page alors qu'eux et Gabbie affrontent Crump au grand cimetière du manoir. Ben fait la paix avec la perte d'Alyssa, Kent parvient à convaincre les fantômes de se retourner contre Crump et d'unir leurs forces avec eux, et Bruce remet le dernier morceau du chapeau restant à Harriet, qui utilise l'enchantement de Mme Léota pour bannir Crump dans les limbes.
De nombreux fantômes décident de rester dans le manoir, maintenant en harmonie avec Gabbie et Travis alors que Mme Léota annonce que sa place est désormais au manoir et qu'elle retournera dans sa boule de cristal, mais en ressortira de temps à autre pour les grandes occasions. Harriet retrouve la pleine confiance en ses capacités psychiques, Kent a été ordonné par le clergé pour devenir un véritable prêtre, Bruce maintient ses nouvelles amitiés et Ben reprend son travail et adopte un chat errant nommé Nugget, un clin d'œil a la passion de sa défunte femme pour les beignets. Le groupe se réunit au manoir pour fêter Halloween avec les fantômes.

## Fiche technique
Sauf indication contraire, les informations mentionnées dans cette section peuvent être confirmées par la base de données cinématographiques IMDb,  présente dans la section « Liens externes ».
- Titre original : Haunted Mansion
- Titre français : Le Manoir hanté
- Titre québécois : Manoir hanté
- Réalisation : Justin Simien
- Scénario : Katie Dippold, d'après l'attraction The Haunted Mansion
- Musique : Kris Bowers
- Décors : Darren Gilford
- Costumes : Jeffrey Kurland
- Photographie : Jeffrey Waldron
- Montage : Phillip J. Bartell
- Production : Jonathan Eirich et Dan Lin
- Production déléguée : Tom C. Peitzman et Nick Reynolds
- Sociétés de production : Walt Disney Pictures et Rideback
- Société de distribution : Walt Disney Studios Motion Pictures
- Budget : 150 millions de dollars[2]
- Pays de production :  États-Unis
- Langue originale : anglais
- Format : couleur — DCP 4K — 2.39 : 1 — son Dolby Atmos
- Genre : Comédie horrifique, fantastique
- Durée : 123 minutes
- Dates de sortie : 
  - France : 26 juillet 2023
  - États-Unis et Canada : 28 juillet 2023
- Classification :
  - États-Unis : PG-13 (les enfants de moins de 13 ans doivent être accompagnées d'un adulte - Accord parental souhaitable)
  - France : tous publics

## Distribution
- Lakeith Stanfield (VF : Diouc Koma ; VQ : Pierre-Yves Cardinal) : Ben Matthias
- Rosario Dawson (VF : Géraldine Asselin ; VQ : Camille Cyr-Desmarais) : Gabbie
- Chase W. Dillon (VF : Keanu Peyran ; VQ : Noé-Henri Rouillard) : Travis
- Owen Wilson (VF : Arnaud Bedouët ; VQ : Antoine Durand) : Père Kent
- Tiffany Haddish (VF : Corinne Wellong ; VQ : Pascale Montreuil) : Harriet
- Danny DeVito (VF : Philippe Peythieu ; VQ : Manuel Tadros) : Bruce Davis
- Jamie Lee Curtis (VF : Véronique Augereau ; VQ : Claudine Chatel) : Madame Leota
- Jared Leto (VF : Paolo Domingo ; VQ : Benoît Éthier) : Alistair Crump / le fantôme du carton à chapeau
- Winona Ryder (VF : Barbara Tissier ; VQ : Mélanie Laberge) : Pat
- Charity Jordan (VF : Déborah Claude ; VQ : Florence Blain Mbaye) : Alyssa
- J.R. Adduci (VF : Pierre Tessier ; VQ : Adrien Bletton) : William Gracey
- Dan Levy (VF : Philippe Vieux ; VQ : Maël Davan-Soulas) : Vic

 Source et légende : version française (VF) sur RS Doublage ; version québécoise (VQ) sur Doublage.qc.ca

## Production

### Genèse et développement

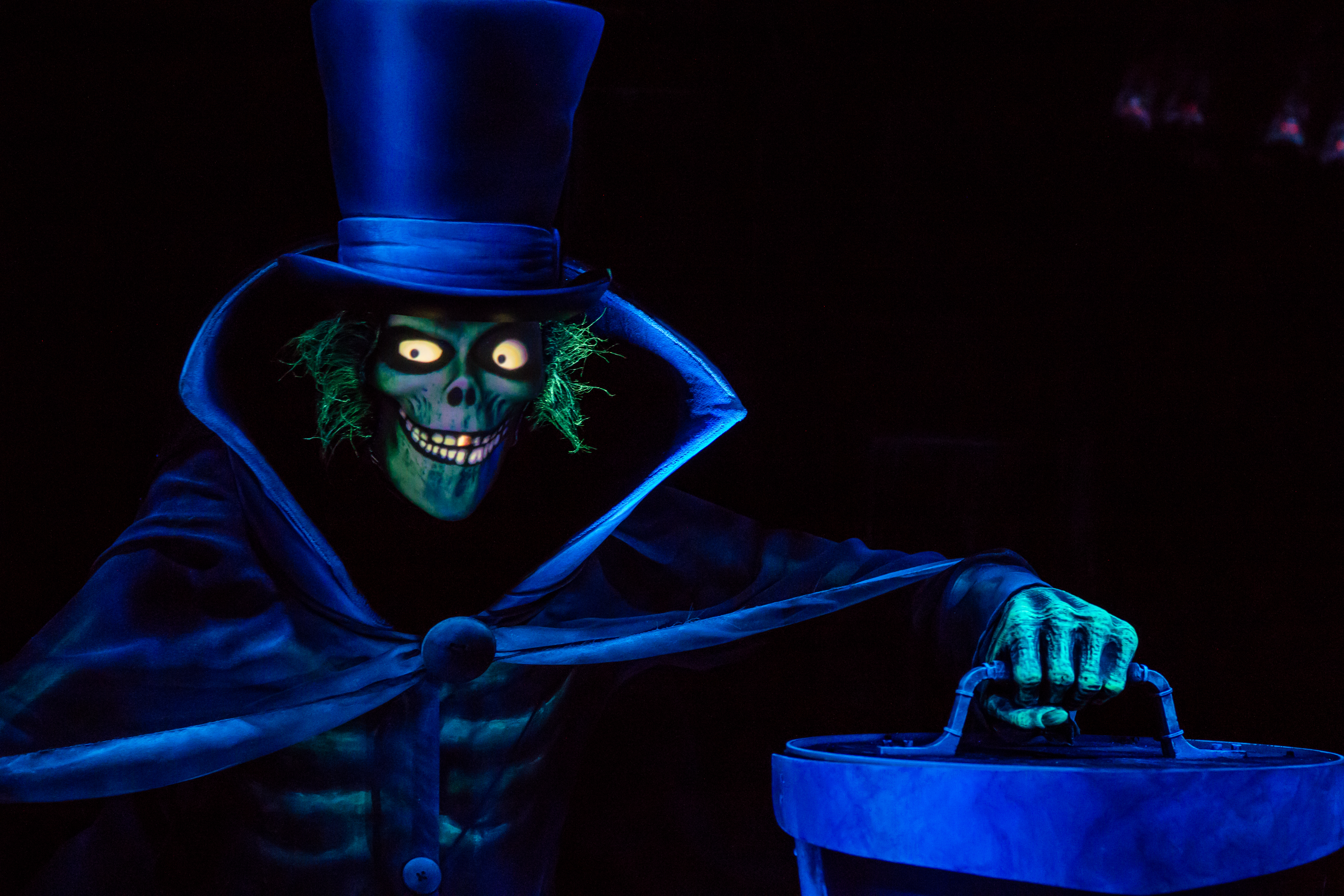
Un animatronique du fantôme au carton à chapeau.

En juillet 2010, Walt Disney Pictures annonce le développement d'une seconde adaptation de l'attraction The Haunted Mansion écrite et produite par le réalisateur mexicain Guillermo del Toro. Le film est annoncé comme un reboot n'ayant aucun lien avec la première adaptation cinématographique de l'attraction, Le Manoir hanté et les 999 Fantômes, sortie en 2003.
Del Toro révèle alors que le fantôme du carton à chapeau, l'un des personnages de l'attraction, serait l'un des personnages central du film. En juin 2011, Jason Surrell, un Imagineer de Walt Disney World Resort, rejoint le projet en tant que consultant créatif. En août 2012, Del Toro soumet un premier script au studio. Pour le film, il vise une classification PG-13, soit déconseillé aux moins de 13 ans aux États-Unis. Il est également dévoilé que le film pourrait contenir des éléments de Phantom Manor, la variante française de l'attraction, qui possède une histoire et des personnages différents de la version américaine et japonaise.
Néanmoins, en janvier 2023, Del Toro quitte le projet en tant que réalisateur mais reste présent en tant que scénariste et producteur. Son scénario est retouché par D.V. DeVincentis en 2015 et des acteurs commencent à être envisagés, comme Ryan Gosling qui entre en négociation en avril 2015.
En août 2020, le projet est relancé quand Katie Dippol signe pour écrire un nouveau scénario, celui de Del Toro ayant été jugé comme trop effrayant pour un public familial. Jonathan Eirich et Dan Lin signent pour produire le film via leurs société Rideback. En avril 2021, Justin Simien entre en négociation pour réaliser le film. Il obtient officiellement le poste en juillet de la même année.

### Attribution des rôles
Entre juillet et octobre 2021, Tiffany Haddish, Lakeith Stanfield, Owen Wilson, Rosario Dawson et Danny DeVito sont annoncés à la distribution. En juillet 2022, il est dévoilé que Jamie Lee Curtis et Jared Leto interpréteront Madame Leota et le fantôme à la boîte à chapeau, deux personnages de l'attraction. Durant la convention D23, il est annoncé que Winona Ryder, Dan Levy, et Hasan Minhaj ont rejoint le film.

### Tournage

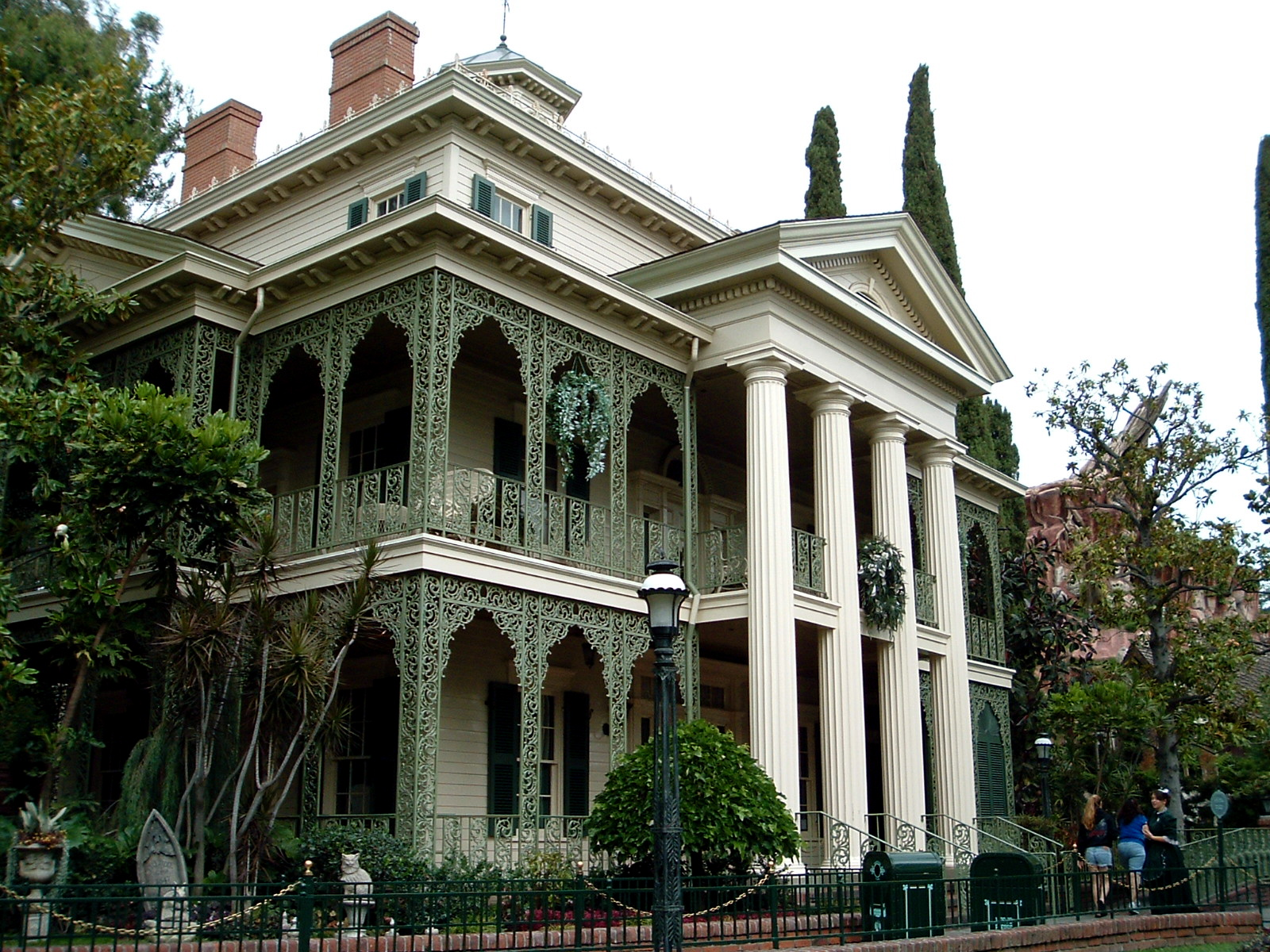
Façade de la version de l'attraction à Disneyland, dont le film reprend le design.

Le tournage du film s'est déroulé entre octobre 2021 et février 2022 à La Nouvelle-Orléans et Atlanta. En janvier 2022, Tiffany Haddish est arrêtée à Atlanta pour conduite sous influence, l'actrice étant en ville pour le tournage du film.

### Musique
En avril 2022, Kris Bowers est engagée pour composer la musique du film.

## Accueil

### Box-office
| Pays ou région    | Box-office      | Date d'arrêt du box-office | Nombre de semaines |
| ----------------- | --------------- | -------------------------- | ------------------ |
| États-Unis Canada | 67 653 287 $    | 2 novembre 2023            | 14                 |
| France            | 750 659 entrées | 12 septembre 2023          | 7                  |
| Total mondial     | 117 449 790 $   | -                          | -                  |

Le Manoir hanté réalise le pire démarrage pour un film inspiré d'une attraction depuis vingt ans avec 24,2 millions de dollars aux États-Unis durant son premier week-end d'exploitation en salles, concurrencé notamment par Barbie et Oppenheimer.